# Cloud Credential Council
A Cloud Credential Council (CCC) é uma associação internacional que suporta e patrocina o desenvolvimento de transformações digitais no ramo da tecnologia da informação. Esta associação fornece em escala global certificados neutros de fornecedor desde a data da sua fundação. Os seus certificados já foram entregues em mais de 75 países a profissionais e organizações pertencentes a diversas indústrias e agências governamentais.

## Certificados
- Big Data Foundation
- Blockchain Foundation
- Cloud Computing Technology Associate
- Cloud Computing Technology Associate+
- IoT Foundation
- Professional Cloud Administrator
- Professional Cloud Developer
- Professional Cloud Security Manager
- Professional Cloud Service Manager
- Professional Cloud Solutions Architect[2]